# Audrey (Band)
Audrey ist eine seit 2002 bestehende Popgruppe aus Göteborg, Schweden.

## Geschichte
Audrey wurde 2002 von den vier Schwedinnen Anna Tomlin, Rebecka Kristiansson, Victoria Skoglund, Emelie Molin in Henån in der Nähe von Göteborg gegründet. Audrey spielte kurz darauf ihre ersten Auftritte in Schweden. Im Sommer 2003 nahmen sie ihr erstes Demo auf, das sich über 500 Mal verkaufte. Für den im Jahre 2004 aufgenommenen und veröffentlichten zweiten Tonträger fanden sich Labels wie Stereo Test Kit Records und Sinnbusrecords. 2005 ging die Band auf ihre erste ausgedehnte Europa-Tour durch Deutschland, Frankreich, Niederlande und England. 2006 folgte eine Split-EP mit David Pajo (u. a. Slint, Tortoise) und eine weitere Tour durch Europa. Im November 2006 erschien das Album Visible Forms. Seit April 2008 ist das Album The Fierce and the Longing erhältlich.
Victoria Skoglund und Emelie Molin bilden zusammen die Band Mire Kay.

## Stil
Audrey spielen melancholischen Indie-Pop, der durch Post-Rock-Elemente erweitert wird. Bei Audrey teilen sich alle vier Musikerinnen den Gesang. In den Texten weichen Audrey zugunsten von offenen, abstrakten Bildern oder Gefühlsbeschreibungen von herkömmlichen Erzählstrukturen ab.

## Diskografie
- 2003: Audrey (Demo)
- 2004: Audrey (EP; A Tenderversion Recording, Stereo Test Kit, Sinnbus)
- 2006: Pajo / Audrey Split (EP; A Tendervision Recording)
- 2006: Mecklenburg (CD-Single; Sinnbus)
- 2006: Visible Forms (CD/LP; A Tenderversion Recording, Stereo Test Kit, Sinnbus)
- 2008: The Fierce and the Longing (CD/LP; A Tenderversion Recording, Denovali Records)
- 2008: Big Ships (EP; A Tendervision Recording)